# Philippe Cuervo
Pour les articles homonymes, voir Cuervo.
Philippe Cuervo est un footballeur français professionnel né à Ris-Orangis le 13 août 1969.

## Biographie
Évoluant au poste de milieu de terrain ou de défenseur, il est formé à l'AS Saint-Étienne avec laquelle il fait ses débuts en division 1. Il est ensuite transféré au FC Sochaux-Montbéliard, revient à Saint-Étienne, fait une expérience en Angleterre à Swindon Town avant de retourner en France à l'US Créteil et au Stade lavallois.
Son contrat n'étant pas renouvelé en juin 2003, il décide de finir sa carrière en division d'Honneur, au sein du vieux Red Star, qu'il accompagne dans sa montée en CFA 2. C'est par une accession en CFA avec les Verts du 93 que Philippe Cuervo achève sa carrière en juin 2006.
Cependant, il reprend par la suite une licence amateur à Montgeron, dans l'Essonne, où il joue avec son ancien compère de l'AS Saint-Étienne, Christophe Deguerville.
En juillet 2009, il devient l'entraîneur adjoint d'Albert Emon à Cannes, qui évolue en National (troisième division), puis en CFA à la suite de la rétrogradation de Cannes par la DNCG.
En 2015, il devient l'adjoint de Cédric Daury à Châteauroux en Ligue 2 entre février et juin 2015.
Il devient l'entraîneur adjoint de l'équipe réserve de l'Olympique de Marseille de janvier 2018 à l'été 2019.

## Carrière

### Joueur
- 1989-1994 : AS Saint-Étienne  France
- 1994-1996 : FC Sochaux-Montbéliard  France
- 1996-1997 : AS Saint-Étienne  France
- 1997-2000 : Swindon Town  Angleterre
- 2000-2001 : US Créteil  France
- 2001-2003 : Stade lavallois  France
- 2003-2006 : Red Star FC 93  France
- 2006-2007 : ES Montgeron  France[2]

### Entraîneur
- 2009-2014 :  AS Cannes (entraîneur-adjoint)
- Février-juin 2015 :  LB Châteauroux (entraîneur-adjoint)
- 2015-2016 :  Valenciennes FC  rés. (entraîneur-adjoint)
- 2016-janvier 2018 :  Valenciennes FC (entraîneur des -19 ans)
- Janvier 2018-2019 :  Olympique de Marseille  rés. (entraîneur-adjoint)